# Copa de baloncesto de Alemania 2017
La 50ª edición de la Copa de baloncesto de Alemania (en alemán Deutscher Pokalsieger y conocida popularmente como BBL-Pokal) se celebró en Berlín del 18 al 19 de febrero de 2017.

## Clasificación
Lograban la clasificación para disputar la BBL-Pokal los seis primeros clasificados de la Basketball Bundesliga al final de la primera vuelta de la competición. El Alba Berlin como organizador accedió directamente a la Final Four.
| Pos. | Equipo                 | PJ | G  | P | PF   | PC   | DP   | Pts | Clasificación o descenso |
| ---- | ---------------------- | -- | -- | - | ---- | ---- | ---- | --- | ------------------------ |
| 1    | ratiopharm Ulm         | 16 | 16 | 0 | 1439 | 1242 | +197 | 32  | Cabezas de serie         |
| 2    | Brose Bamberg          | 16 | 15 | 1 | 1362 | 1079 | +283 | 30  | Cabezas de serie         |
| 3    | Bayern de Múnich       | 16 | 13 | 3 | 1385 | 1163 | +222 | 26  | Cabezas de serie         |
| 4    | medi bayreuth          | 16 | 13 | 3 | 1364 | 1222 | +142 | 26  |                          |
| 5    | Alba Berlin (H)        | 16 | 11 | 5 | 1342 | 1295 | +47  | 22  |                          |
| 6    | Telekom Baskets Bonn   | 16 | 9  | 7 | 1314 | 1312 | +2   | 18  |                          |
| 7    | MHP Riesen Ludwigsburg | 16 | 8  | 8 | 1213 | 1228 | −15  | 16  |                          |

 Fuente: BBL

## Cuadro final
|  | Cuartos de final 22 de enero | Cuartos de final 22 de enero |                        |    | Semifinales 18 de febrero | Semifinales 18 de febrero |  |  | Final 19 de febrero | Final 19 de febrero |
|  |                              |                              |                        |    |                           |                           |  |  |                     |                     |
|  |                              |                              |                        |    |                           |                           |  |  |                     |                     |
|  |                              |                              |                        |    |                           |                           |  |  |                     |                     |
|  | Bayern de Múnich             | 87                           |                        |    |                           |                           |  |  |                     |                     |
|  | Bayern de Múnich             | 87                           |                        |    |                           |                           |  |  |                     |                     |
|  | Telekom Baskets Bonn         | 72                           |                        |    |                           |                           |  |  |                     |                     |
|  | Telekom Baskets Bonn         | 72                           | Bayern de Múnich       | 78 |                           |                           |  |  |                     |                     |
|  |                              |                              | Bayern de Múnich       | 78 |                           |                           |  |  |                     |                     |
|  |                              |                              | Alba Berlin            | 70 |                           |                           |  |  |                     |                     |
|  |                              |                              | Alba Berlin            | 70 |                           |                           |  |  |                     |                     |
|  |                              |                              |                        |    |                           |                           |  |  |                     |                     |
|  |                              |                              |                        |    |                           |                           |  |  |                     |                     |
|  | Bayern de Múnich             | 71                           |                        |    |                           |                           |  |  |                     |                     |
|  | Bayern de Múnich             | 71                           |                        |    |                           |                           |  |  |                     |                     |
|  |                              | Brose Bamberg                | 74                     |    |                           |                           |  |  |                     |                     |
|  | MHP Riesen Ludwigsburg       | Brose Bamberg                | 74                     | 72 |                           |                           |  |  |                     |                     |
|  | MHP Riesen Ludwigsburg       |                              |                        | 72 |                           |                           |  |  |                     |                     |
|  | ratiopharm Ulm               | 67                           |                        |    |                           |                           |  |  |                     |                     |
|  | ratiopharm Ulm               | 67                           | MHP Riesen Ludwigsburg | 78 |                           |                           |  |  |                     |                     |
|  |                              |                              | MHP Riesen Ludwigsburg | 78 |                           |                           |  |  |                     |                     |
|  |                              | Brose Bamberg                | 85                     |    | Tercer y cuarto puesto    | Tercer y cuarto puesto    |  |  |                     |                     |
|  | medi bayreuth                | Brose Bamberg                | 85                     | 52 | Tercer y cuarto puesto    | Tercer y cuarto puesto    |  |  |                     |                     |
|  | medi bayreuth                |                              |                        | 52 |                           |                           |  |  |                     |                     |
|  | Brose Bamberg                | 75                           |                        |    |                           |                           |  |  |                     |                     |
|  | Brose Bamberg                | 75                           | Alba Berlin            | 84 |                           |                           |  |  |                     |                     |
|  |                              |                              |                        |    |                           |                           |  |  |                     |                     |
|  | MHP Riesen Ludwigsburg       | 74                           |                        |    |                           |                           |  |  |                     |                     |
|  | MHP Riesen Ludwigsburg       | 74                           |                        |    |                           |                           |  |  |                     |                     |

## Cuartos de final
El sorteo se produjo el 30 de diciembre de 2016.
| 22 de enero de 2017 | Medi bayreuth                                                | 50–75                                | Brose Bamberg                                                    | |  |
| 15:30               | Parciales: 9–23, 10–21, 18–15, 13–16                         | Parciales: 9–23, 10–21, 18–15, 13–16 | Parciales: 9–23, 10–21, 18–15, 13–16                             | |  |
|                     | Estadísticas De'Mon Brooks 19 De'Mon Brooks 5 Nate Linhart 3 | Reporte Pts Reb Asts                 | Estadísticas Miller, Strēlnieks 13 Miller, Theis 5 Causeur, Lô 5 | Pabellón: Oberfrankenhalle, Bayreuth Asistencia: 3,300 espectadores Árbitros: Robert Lottermoser, Nesa Kovačević, Steffen Neubecker |  |

| 22 de enero de 2017 | Bayern Munich                                             | 87–72                                 | Telekom Baskets Bonn                                     | |  |
| 15:30               | Parciales: 26–16, 17–26, 27–14, 17–16                     | Parciales: 26–16, 17–26, 27–14, 17–16 | Parciales: 26–16, 17–26, 27–14, 17–16                    | |  |
|                     | Estadísticas Anton Gavel 17 Maxi Kleber 9 Booker, Gavel 5 | Reporte Pts Reb Asts                  | Estadísticas Julian Gamble 15 Ken Horton 10 Ken Horton 4 | Pabellón: Audi Dome, Munich Asistencia: 6,031 espectadores Árbitros: Clemens Fritz, Christof Madinger, Johannes Hack |  |

| 22 de enero de 2017 | MHP Riesen Ludwigsburg                                               | 72–67                                | ratiopharm ulm                                                  | |  |
| 18:00               | Parciales: 21–7, 15–12, 18–21, 18–27                                 | Parciales: 21–7, 15–12, 18–21, 18–27 | Parciales: 21–7, 15–12, 18–21, 18–27                            | |  |
|                     | Estadísticas Cliff Hammonds 12 Crawford, Cooley 6 Cotton, Hammonds 4 | Reporte Pts Reb Asts                 | Estadísticas Da'Sean Butler 18 Butler, Rubit 6 tres jugadores 3 | Pabellón: Arena Ludwigsburg, Ludwigsburg Asistencia: 3,549 espectadores Árbitros: Moritz Reiter, Konstantin Simonow, Steve Bittner |  |

## Top Four
El sorteo se celebró el 22 de enero de 2017.

### Semifinales
| 18 de febrero de 2017 | Bayern Munich                                                | 78–70                                 | Alba Berlin                                                                | |  |
| 17:00                 | Parciales: 21–21, 21–17, 18–13, 18–19                        | Parciales: 21–21, 21–17, 18–13, 18–19 | Parciales: 21–21, 21–17, 18–13, 18–19                                      | |  |
|                       | Estadísticas Nick Johnson 19 Reggie Redding 7 Nick Johnson 6 | Reporte Pts Reb Asts                  | Estadísticas Dragan Milosavljević 17 Tony Gaffney 6 Dragan Milosavljević 4 | Pabellón: Mercedes-Benz Arena, Berlin Asistencia: 10,433 espectadores Árbitros: Robert Lottermoser, Anne Panther, Toni Rodriguez |  |

| 18 de febrero de 2017 | MHP Riesen Ludwigsburg                                         | 78–85                                 | Brose Bamberg                                              | |  |
| 20:00                 | Parciales: 15–22, 20–14, 19–25, 24–24                          | Parciales: 15–22, 20–14, 19–25, 24–24 | Parciales: 15–22, 20–14, 19–25, 24–24                      | |  |
|                       | Estadísticas Drew Crawford 17 Drew Crawford 8 Cliff Hammonds 5 | Reporte Pts Reb Asts                  | Estadísticas Causeur, Theis 19 Melli 7 Strēlnieks, Zisis 5 | Pabellón: Mercedes-Benz Arena, Berlin Asistencia: 10,433 espectadores Árbitros: Martin Matip, Christof Madinger, Moritz Reiter |  |

### Tercer y cuarto puesto
| 19 de febrero de 2017 | Alba Berlin                                                | 84–70                                 | MHP Riesen Ludwigsburg                                     | |  |
| 12:00                 | Parciales: 20–19, 23–22, 25–14, 16–15                      | Parciales: 20–19, 23–22, 25–14, 16–15 | Parciales: 20–19, 23–22, 25–14, 16–15                      | |  |
|                       | Estadísticas Carl English 17 Carl English 6 Akeem Vargas 5 | Reporte Pts Reb Asts                  | Estadísticas Drew Crawford 10 Jack Cooley 7 David McCray 3 | Pabellón: Mercedes-Benz Arena, Berlin Asistencia: 7,371 espectadores Árbitros: Christof Madinger, Anne Panther, Toni Rodriguez |  |

### Final
| 19 de febrero de 2017 | Bayern de Múnich                                               | 71–74                                 | Brose Bamberg                                                   | |  |
| 15:00                 | Parciales: 21–24, 15–21, 12–10, 23–19                          | Parciales: 21–24, 15–21, 12–10, 23–19 | Parciales: 21–24, 15–21, 12–10, 23–19                           | |  |
|                       | Estadísticas Nick Johnson 13 Reggie Redding 6 Reggie Redding 4 | Reporte Pts Reb Asts                  | Estadísticas Fabien Causeur 18 Daniel Theis 10 Fabien Causeur 3 | Pabellón: Mercedes-Benz Arena, Berlin Asistencia: 10,511 espectadores Árbitros: Robert Lottermoser, Martin Matip, Moritz Reiter |  |